# Ineni
Ineni (ook Inni of Ini) was een oud-Egyptische koningin uit de 13e dynastie. Ineni leefde rond 1700 v.Chr. en is tot dusver enkel bekend van 21 scarabeeën en een zegelafdruk uit Kerma.
Zij is een van de eerste oud-Egyptische koninginnen wier naam in een cartouche werd vermeld. Dit kwam eerder enkel koningsdochters met speciale posities en koningen toe.
Er bestaat geen zekerheid over de naam van Ineni's echtgenoot. Men neemt aan dat het koning Merneferre Ay zou zijn geweest, omdat haar scarabeeën in stijl overeenkomen met die van deze koning van het faraohuis.

## Titels
Ineni droeg als koninklijke titels:
- Grote koninklijke vrouwe (hmt-niswt-wrt)
- Khenemetneferhedjet (Zij die zich met de Witte Kroon verenigt) (khnmt-nfr-hdjt)